# Даніель Наборовський
Даніель Наборовський (Daniel Naborowski, 1573 — 1640) — польський поет часів Речі Посполитої.

## Життєпис
Народився у м. Краків у 1573 році в небагатій шляхетській сім'ї, яка сповідувала кальвінізм. Після отримання домашньої освіти навчався в Яґеллонському університеті. У 1590 році перебрався до Віттенберга, де навчався у місцевому університеті до 1593 року. 1593—1595 роках у Базельському університеті вивчав медицину. У 1595—1596 роках в Орлеані (Франції) вивчав право, правничі студії продовжив у Страсбурзі. У 1602 році у Падуанському університеті вивчав військову техніку. Того ж року повернувся до Польщі.
Тут увійшов до почту литовського магната Януша Радзивілла. Окрім обов'язків лікаря, обіймав посаду секретаря, займався вирішенням дипломатичних питань магната. На його боці він взяв участь у рокоші Зебжидовського. У 1610 році виїздив за кордон — побував у Німеччині, Швейцарії, Англії, Франції, Італії.
Після смерті у 1620 році Януша Радзивілла опинився при дворі Кшиштофа Радзивілла. У 1633 отримав посаду маршалка гетьмана польного литовського (цю посаду обіймав К.Радзивілл). У 1637 році обійняв посаду судді Вільно. Помер на цій посаді у 1640 році.

## Творчість
Д. Наборовський — автор панегіриків, ліричних віршів, фрашків і епіграм, в яких віртуозно оперує інтелектуальним алегоризмом і ерудиційним символізмом. Діапозон його поезії доволі широкий: любовно-еротичні мотиви, побут, актуально-політична проблематика і ворожі контрреформації філософсько-етичні тенденції.
З творчістю Наборовского пов'язане народження польського консептизму як однієї з барокових течій: поет прагне до ефектів, які досягає витонченою грою слів, де особливу роль набуває варіювання їх семантичних відтінків, сенсових нюансів. З поезією Наборовского входить в польську літературу інша барокова течія — культеранізм з характерним для нього загостреним почуттям форми. Ерудиційна витонченість, зумовивши ефектно-химерну складність образу, часто робила цей стиль малозрозумілим або недоступним для недостатньо освічених сучасників, чи тих, хто погано орієнтувалися в контексті подій, описуваних у творі.
Для смаків Наборовского певною мірою знаменні переклади Ф.Петрарки. Будучи за кордоном, Даніель Наборовський познайомився з англійською поезією, йому належать перші переклади та обробка епіграм Оуена. Досягнувши висот барокової витонченості, Наборовський на схилі років повертається до ренесансної гармонії Я.Кохановського.